# Злыднев, Василий Григорьевич
Василий Григорьевич Злыднев (1919—1999) — старший сержант Рабоче-крестьянской Красной Армии, участник Великой Отечественной войны, Герой Советского Союза (1945).

## Биография
Василий Злыднев родился 14 марта 1919 года в деревне Разорилово (была в Большесосновском районе Пермского края). Получил начальное образование, после чего работал в колхозе. В 1939 году Злыднев был призван на службу в Рабоче-крестьянскую Красную Армию. Участвовал в советско-финской войне. С первых дней Великой Отечественной войны — на её фронтах. К июлю 1944 года гвардии старший сержант Василий Злыднев командовал орудием 7-го гвардейского кавалерийского полка 2-й гвардейской кавалерийской дивизии 1-го гвардейского кавалерийского корпуса 60-й армии 1-го Украинского фронта. Отличился во время боёв за освобождение Украинской ССР и Польши.
В июле 1944 года у города Броды за один бой Злыднев уничтожил 4 и подбил ещё 7 автомашин противника, а также вывел из строя два вражеских тягача с тяжёлыми орудиями. Когда позиции артиллеристов были окружены, Злыднев приказал бойцам расчёта вести огонь из стрелкового оружия, а сам в одиночку вёл огонь по противнику, отбив атаку. 27 июля под Пшемыслем расчёт отбил 3 немецкие контратаки, уничтожив 3 станковых и 5 ручных пулемётов, около 40 солдат и офицеров. 18 сентября во время наступления на населённый пункт Мысцова расчёт Злыднева вырвался вперёд и принял на себя основной удар контратаки противника, подбив бронетранспортёр, уничтожив 2 пулемёта и 12 солдат и офицеров противника. 19 сентября расчёт уничтожил 2 орудия, 3 пулемёта и около 20 вражеских солдат и офицеров. 27 января 1945 года во время боя за Эренфорст расчёт Злыднева уничтожил 3 пулемёта, автомашину и 26 солдат и офицеров противника. 30 января он одним из первых переправился через Одер и в боях на плацдарме на западном берегу уничтожил 6 пулемётов и более 30 вражеских солдат и офицеров.
Указом Президиума Верховного Совета СССР от 27 июня 1945 года за «образцовое выполнение боевых заданий командования на фронте борьбы с немецкими захватчиками и проявленные при этом мужество и героизм» гвардии старший сержант Василий Злыднев был удостоен высокого звания Героя Советского Союза с вручением ордена Ленина и медали «Золотая Звезда» за номером 8900.
После окончания войны Злыднев был демобилизован. Вернулся на родину, проживал в селе Черновское, работал шофёром в сельпо. Умер 17 октября 1999 года, похоронен в Черновском на сельском кладбище.
На доме, где он жил, в 1985 г. была установлена мемориальная доска.
Был также награждён орденами Отечественной войны 1-й и 2-й степеней, двумя орденами Красной Звезды, рядом медалей.